# Judo-Afrikameisterschaften 2012
Die Judo-Afrikameisterschaften 2012 fanden vom 4. bis 6. April 2012 im marokkanischen Agadir statt.

## Ergebnisse

### Männer
| Gewichtsklasse                 | Gold             | Silber                | Bronze                                |
| ------------------------------ | ---------------- | --------------------- | ------------------------------------- |
| Superleichtgewicht (bis 60 kg) | Yassine Moudatir | Fraj Dhouibi          | Lyes Saker Lusanda Ngoma              |
| Halbleichtgewicht (bis 66 kg)  | Ahmed El-Kawiseh | Houcem Khalfaoui      | Ahmed Awad Youcef Nouari              |
| Leichtgewicht (bis 73 kg)      | Hussein Hafiz    | Gideon van Zyl        | Larbi Grini Mohamed Abdulnasr         |
| Halbmittelgewicht (bis 81 kg)  | Safouane Attaf   | Abderrahmane Benamadi | Mohamed Darwish Seifeddine Ben Hassen |
| Mittelgewicht (bis 90 kg)      | Hesham Mesbah    | Dieudonné Dolassem    | Amar Benikhlef Kinapéya Koné          |
| Halbschwergewicht (bis 100 kg) | Ramadan Darwish  | Lyes Bouyacoub        | Adil Fikri Franck Moussima            |
| Schwergewicht (über 100 kg)    | El Mehdi Malki   | Islam El-Shehaby      | Faycal Jaballah Mohamed Tayeb         |
| Offene Klasse                  | Faicel Jaballah  | Mohamed Sayed Yousef  | Jalal Benalla Bilal Zouani            |

### Frauen
| Gewichtsklasse                 | Gold            | Silber                    | Bronze                                   |
| ------------------------------ | --------------- | ------------------------- | ---------------------------------------- |
| Superleichtgewicht (bis 48 kg) | Hela Ayari      | Sabrina Saidi             | Philomene Bata Sandrine Ilendou          |
| Halbleichtgewicht (bis 52 kg)  | Soraya Haddad   | Amani Khalfaoui           | Hanane Kerroumi Zouleiha Abzetta Dabonne |
| Leichtgewicht (bis 57 kg)      | Ratiba Tariket  | Hortense Diédhiou         | Szandra Szögedi Fatima Zahra Ait Ali     |
| Halbmittelgewicht (bis 63 kg)  | Rizlen Zouak    | Asma Bjaoui               | Séverine Nébié Kahina Saidi              |
| Mittelgewicht (bis 70 kg)      | Houda Miled     | Antónia Moreira de Fátima | Asma Niang Aicha Benabderrahmene         |
| Halbschwergewicht (bis 78 kg)  | Hana Mareghni   | Audrey Koumba             | Amina Temmar Georgette Sagna             |
| Schwergewicht (über 78 kg)     | Sonia Asselah   | Nihal Chikhrouhou         | Rania El Kilali                          |
| Offene Klasse                  | Rania El Kilali | Nihal Chikhrouhou         | Anabelle Laprovidence Monica Sagna       |

## Medaillenspiegel
| Platz | Nation         | Gold | Silber | Bronze | Gesamt |
| ----- | -------------- | ---- | ------ | ------ | ------ |
| 1.    | Marokko        | 5    | 0      | 6      | 11     |
| 2.    | Tunesien       | 4    | 6      | 2      | 12     |
| 3.    | Algerien       | 3    | 3      | 9      | 15     |
| 4.    | Ägypten        | 3    | 2      | 2      | 7      |
| 5.    | Libyen         | 1    | 0      | 1      | 2      |
| 6.    | Kamerun        | 0    | 1      | 2      | 3      |
| 6.    | Senegal        | 0    | 1      | 2      | 3      |
| 8.    | Gabun          | 0    | 1      | 1      | 2      |
| 8.    | Südafrika      | 0    | 1      | 1      | 2      |
| 10.   | Angola         | 0    | 1      | 0      | 1      |
| 11.   | Elfenbeinküste | 0    | 0      | 2      | 2      |
| 12.   | Burkina Faso   | 0    | 0      | 1      | 1      |
| 12.   | Ghana          | 0    | 0      | 1      | 1      |
| 12.   | Mauritius      | 0    | 0      | 1      | 1      |